# Oldřich III. z Rožmberka
Oldřich III. z Rožmberka (17. ledna 1471 – 4. listopadu 1513) byl český šlechtic z rodu Rožmberků, nejmladší syn Jana II. z Rožmberka. Jeho bratři byli Jindřich V. z Rožmberka, Vok II. z Rožmberka a Petr IV. z Rožmberka. Bratři v roce 1501 přenechali clo z brodu ve Frymburku poustevníkům z Heurafflu. Spolu s Petrem získal od poustevníků z Heurafflu pozlacenou stříbrnou konvici, 299 maďarských guldenů, 100 liber šestigrošových mincí, sto liber jiných grošů a 84 liber českých grošů. Je pohřben v rodinné hrobce v cisterciáckém klášteře ve Vyšším Brodě.